# 분무기 (의학)

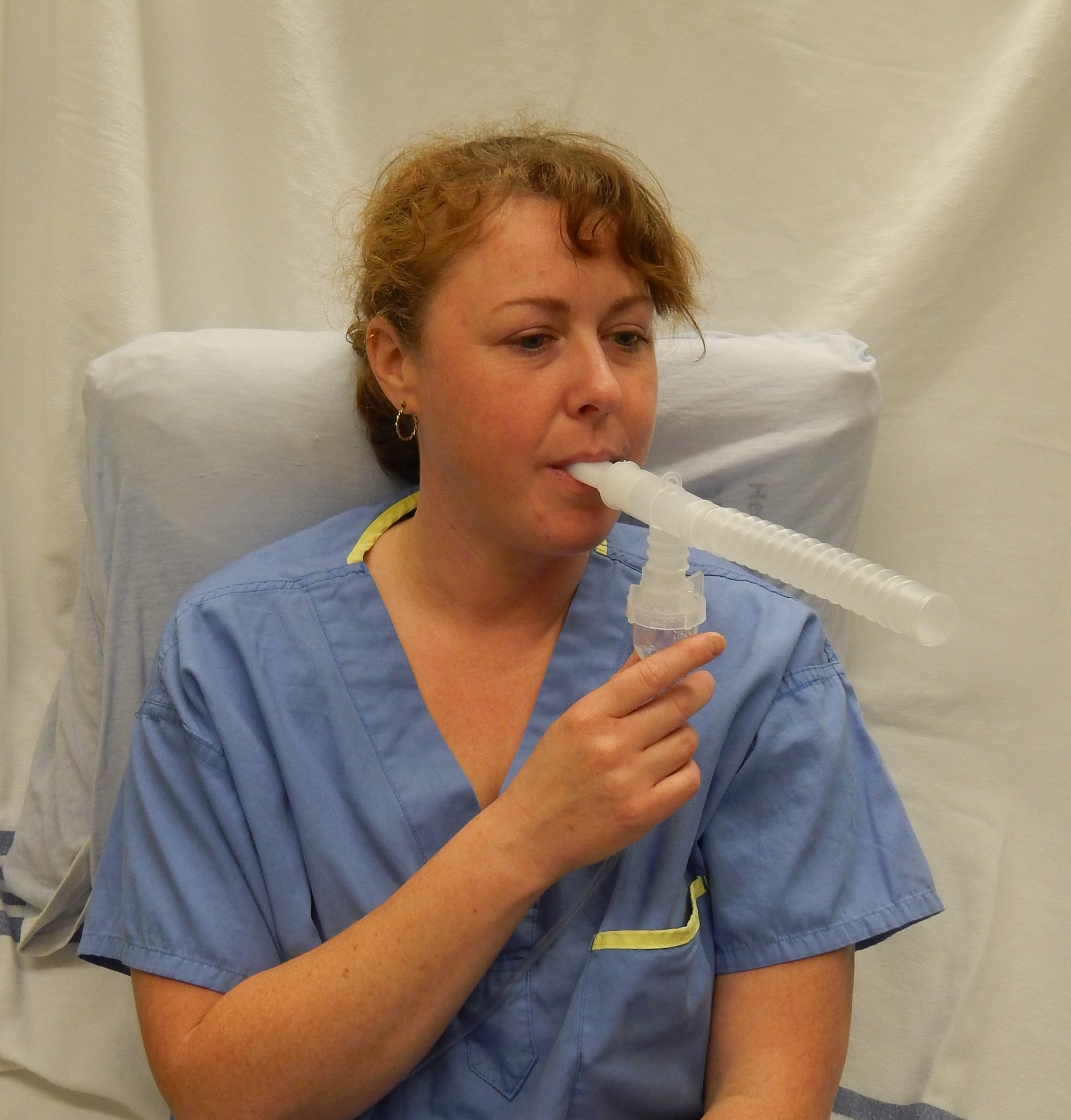
병원 분무기 셋업

분무기 또는 네뷸라이저(미국 영어: nebulizer, 영국 영어: nebuliser)는 의학에서 폐로 흡입되는 안개 형태로 약물을 투여하는 데 사용되는 약물 전달 장치이다. 분무기는 일반적으로 천식, 낭포성 섬유증, 만성 폐쇄성 폐질환(COPD) 및 기타 호흡기 질환 또는 장애의 치료에 사용된다. 산소, 압축공기 또는 초음파 전력을 사용하여 용액과 현탁액을 장치의 마우스피스에서 흡입되는 작은 에어로졸 방울로 분해한다. 에어로졸은 기체와 고체 또는 액체 입자의 혼합물이다.

## 같이 보기
- 흡입기
- 가습기